# جراحی ریشه دندان
جراحی ریشه دندان (به انگلیسی: Apicoectomy) یک جراحی ریشه‌درمانی است که به وسیله آن نوک ریشه دندان برداشته می‌شود؛ یک حفره در انتهای ریشه ایجاد می‌شود و آن حفره با یک ماده زیست‌سازگار پر می‌شود. این عمل وقتی که درمان معمولی کانال ریشه شکست خورده باشد و درمان مجدد آن ناموفق بوده یا توصیه نشود انجام می‌گیرد.